# Frederikke Asfeldt
Frederikke Asfeldt (født 14. februar 1999 i Herning) er en cykelrytter fra Danmark, der kører for Team Sydbank Quooker Njord Law. Hun har tidligere dyrket svømning og triatlon. Asfeldt er studerende på Aalborg Universitet hvor hun læser Kommunikation og Digitale Medier.

## Karriere
I ungdomsårene dyrkede Frederikke Asfeldt elitesvømning hos Herning Svømmeklub, og skiftede for en kort periode til triatlon. I 2019 begynte hun at cykle hos Herning Cykle Klub, hvor hun i 2020 rykkede op i den danske A-række. I 2022 skiftede hun til aarhusianske Team Bache-JS.dk, hvor hun kørte i to sæsoner. I forbindelse med at holdet lukkede og hun begyndte at studere på Aalborg Universitet, skiftede hun fra starten af 2024 til det nyetablerede DCU Elite Team Team Aalborg-Sparekassen Danmark Dame. I juni måned deltog hun ved Tour de Pologne Women for det danske landshold, da hun blev efterudtaget fordi Marie-Louise Hartz Krogager måtte melde afbud. Asfeldt udgik på løbets tredje og sidste etape.
Fra starten af 2025-sæsonen skiftede hun til Team Sydbank Quooker Njord Law.